# Proteína dependiente de vitamina K
Proteína dependiente de vitamina K  o VKDP (del inglés, vitamin K-dependent protein) es la clasificación en la que se incluyen aquellas proteínas biológicamente activas que requieren de la vitamina K como cofactor para su activación, tales como factores de coagulación, anticoagulantes endógenos, proteínas involucradas en la mineralización del hueso y los tejidos blandos. Incluye también la proteína específica del gen 6 de la detención de crecimiento (GAS6), las proteínas Gla transmembramna (TMG3 and TMG4), las proteínas Gla ricas en prolina (PRGP1 and PRGP2), las proteínas ricas en Gla (GRP), la periostina y la transtiretina.
Estas proteínas requieren ser activadas mediante una modificación postraduccional que consiste en una gamma carboxilación realizada por la enzima gamma-glutamil carboxilasa (GGCX) (o carboxilasa dependiente de vitamina K) que se encuentra en el retículo endoplasmático liso y que necesita como cofactor esencial a la vitamina K reducida en cualquiera de sus formas. Este proceso ocurre en el hígado, el hueso, la placenta, el páncreas, los pulmones, el bazo y el riñón. Las proteínas así carboxiladas, se denominan Proteínas Gla, y participan en el metabolismo del calcio.

## Lista de VKDPs

### Factores de coagulación
- Factor II (protrombina)
- Factor VII
- Factor IX
- Factor X

Producidos por el hígado se convierten en sus formas biológicamente activas mediante la carboxilación de sus residuos de ácido glutámico, lo cual requiere a la vitamina K como cofactor.

### Proteínas Gla
- MSG: Proteína Gla de la matriz
- GAS6: proteína específica del gen 6 de la detención de crecimiento